# HIVBr18
HIVBr18 é um imunizante desenvolvido por pesquisadores da Faculdade de Medicina da Universidade de São Paulo desenvolvido a partir de 2002. Tem como característica o foco em regiões fixas do vírus que não passam por mutações. Para tanto, utilizaram um programa de computador que identificou regiões permanentes no HIV e encontraram 18 fragmentos de peptídeos posteriormente incorporados em uma vacina. Estes fragmentos podem estimular o sistema imune dos vacinados a produzir anticorpos contra o HIV (HLA de classe 2, que promovem resposta imune), contornando a tradicional mutação viral. O estudo foi publicado na PLoS ONE em junho de 2010.